# منطقة الأناضول الشرقية

منطقة شرق الأناضول

منطقة الأناضول الشرقية (بالتركية: Doğu Anadolu Bölgesi)‏ هي واحدة من المناطق الجغرافية السبعة في الجمهورية التركية، تبلغ مساحة المنطقة نحو 150 ألف كم مربع أي ما يعادل 19,18% من مساحة تركيا، وهي تعد ثاني أكبر المناطق الجغرافية في البلاد من حيث المساحة. ويقطن منطقة الأناضول الشرقية 5,74 مليون نسمة (2008) يتوزعون في 17 محافظة تركية. وقد ظهر اسم «منطقة شرق الأناضول» لأول مرة عام 1941 في المؤتمر الجغرافي الأول الذي عقد بالعاصمة التركية أنقرة. من الناحية الجغرافية تعد منطقة الأناضول الشرقية المنطقة الأعلى ارتفاعاً والأكبر مساحة والأقل كثافة من بين مناطق تركيا الأخرى.

## الموقع والحدود

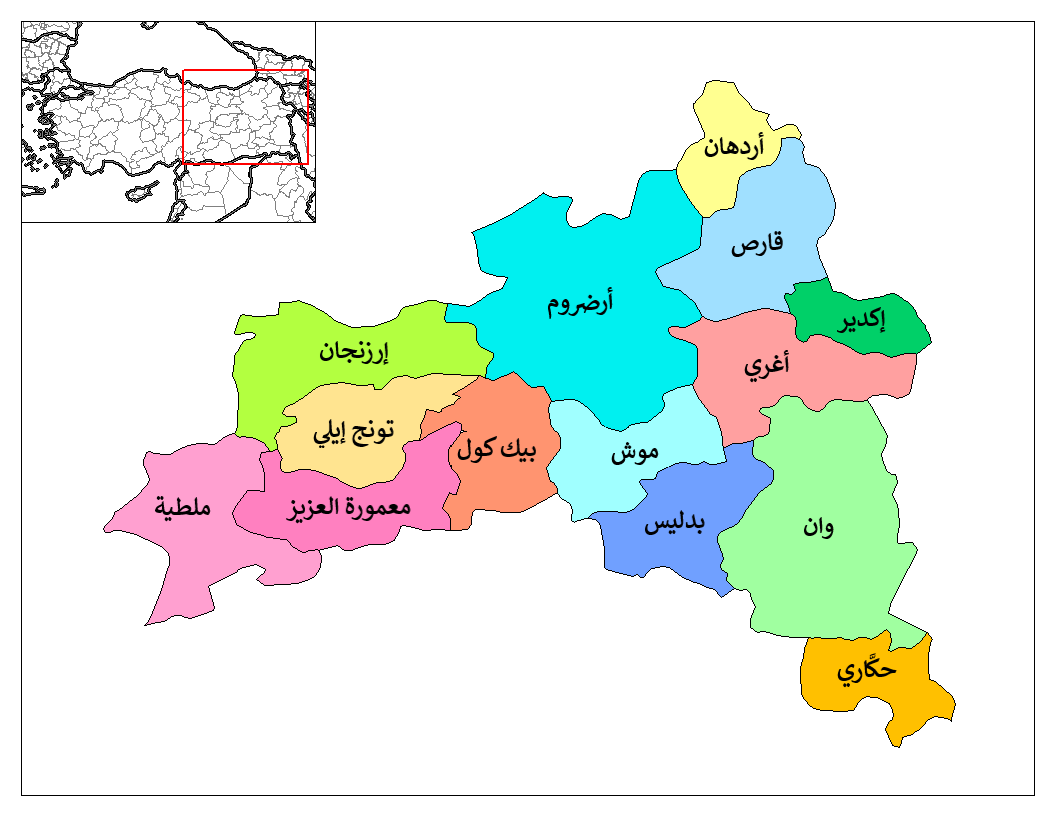
المحافظات التي تتشكل منها منطقة شرق الأناضول

تقع هذه المنطقة في الجزء الشرقي من تركيا وتحدها منطقة وسط الأناضول من الغرب ومنطقة البحر الأسود من الشمال وفي الجنوب فتحدها العراق ومنطقة جنوب شرق الأناضول أما في الشرق فتحدها إيران وأذربيجان وأرمينيا وجورجيا.
تشغل هذه المنطقة حوالي 171 ألف كيلومتر مربع من مساحة تركيا أي ما يعادل 21% من المساحة الكلية لتركيا.

## المحافظات

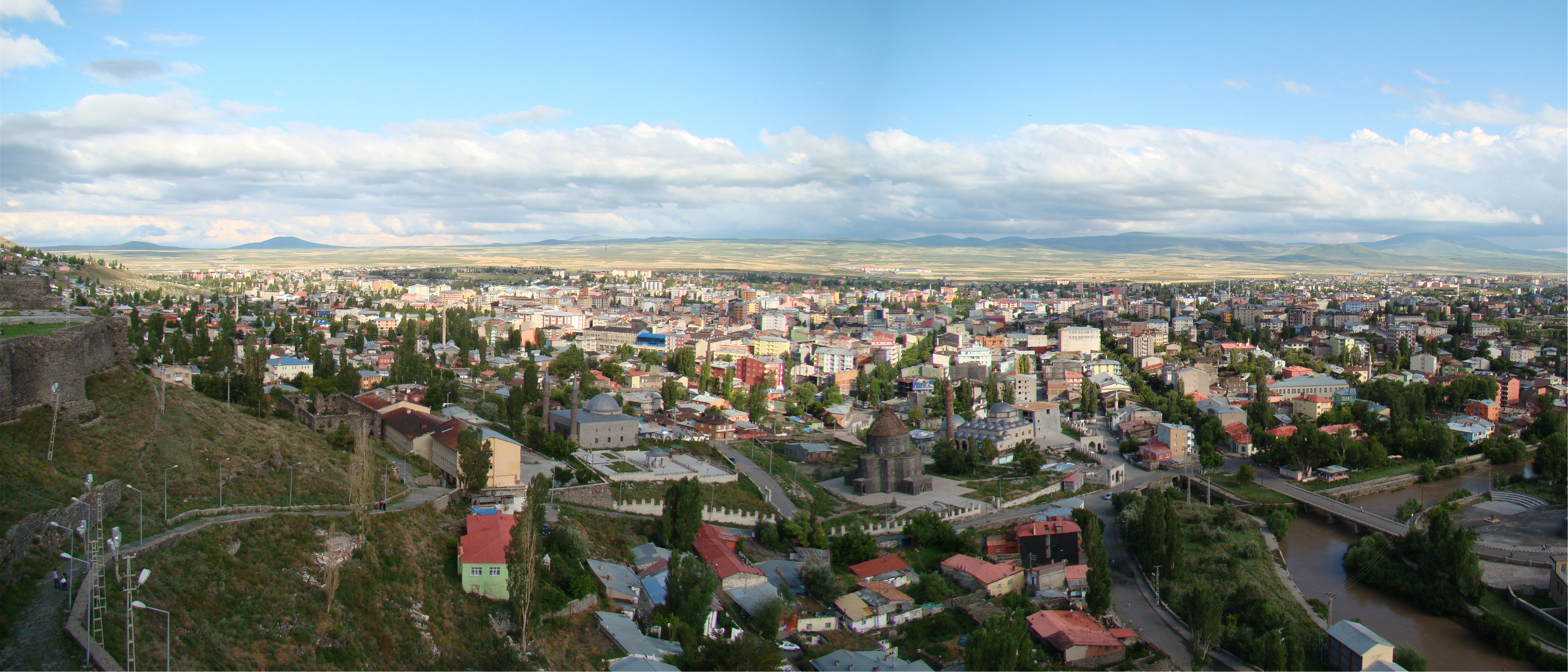
صورة بانوراما لمدينة قارص

فيها 14 محافظة وهي :
- محافظة أغري
- محافظة أرداهان
- محافظة بينغول
- محافظة بدليس
- محافظة إيلازيغ
- محافظة أرزنجان
- محافظة أرضروم
- محافظة حكاري
- محافظة اغدير
- محافظة قارص
- محافظة ملطية
- محافظة موش
- محافظة تونجيلي
- محافظة وان

## السكان

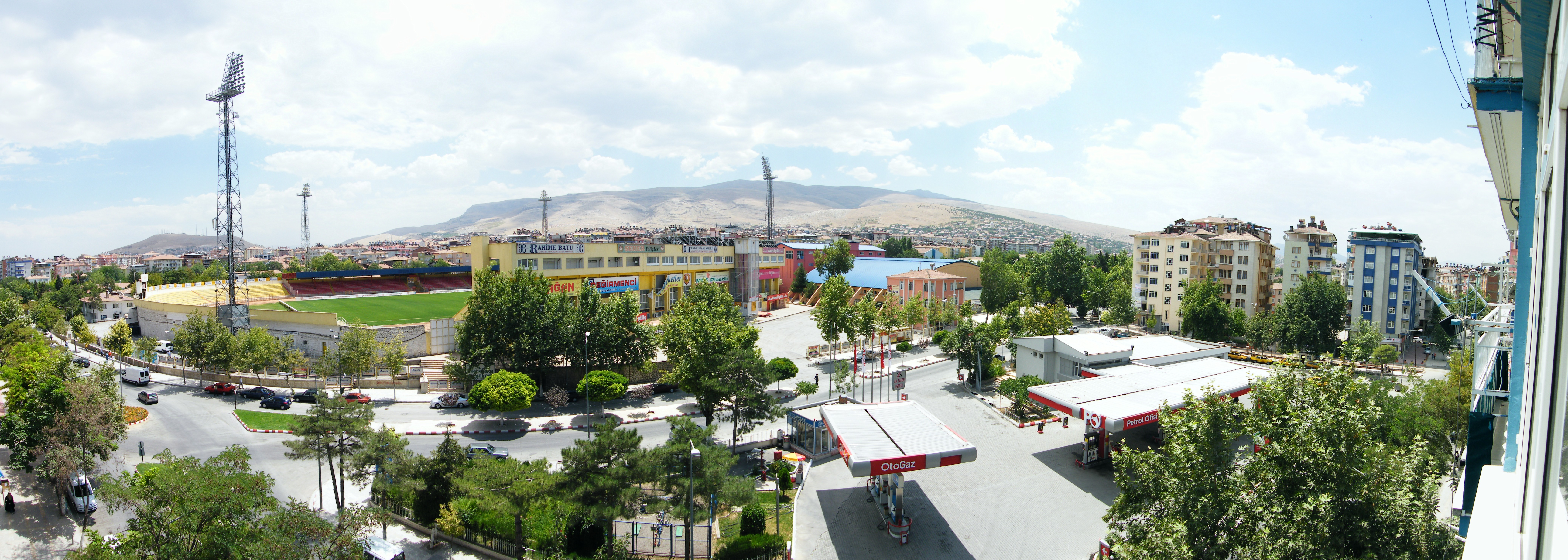
ملعب مدينة ملطية

يبلغ عدد سكان المنطقة حوالي 6,1 مليون نسمة (حسب تعداد عام 2000) عرقيا يغلب الأكراد على المنطقة إذ يشكلون حوالي 85% من سكانها والأتراك حوالي 12% بينما البقية ينتمون للأعراق مختلفة منها العرق الآذري والأرمني والشركسي والجورجي. وللمنطقة ثاني أكبر عدد الريفيين الذين هاجروا إلى المناطق الأخرى وخاصة لمنطقة مرمرة ذي كثافة عالية، على مستوى تركيا بعد منطقة البحر الأسود.

## الجغرافية
يبلغ ارتفاع المنطقة 2.200 متر. الملامح الجغرافية الرئيسية فيها تشمل السهول والهضاب والسلاسل الجبلية مع وجود نشاط بركاني قليل.

### السلاسل الجبلية

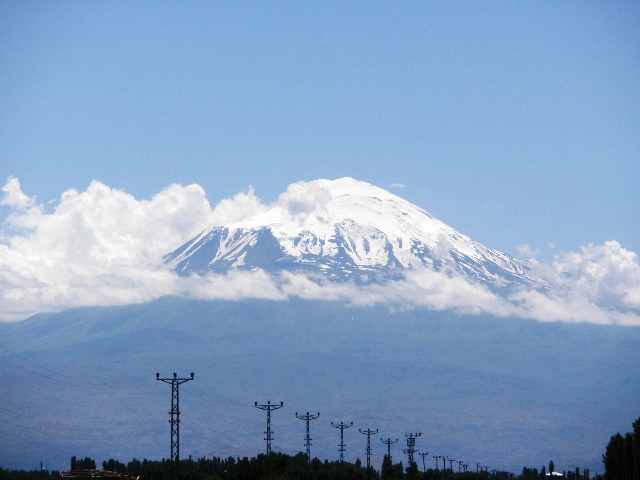
منظر لجبل أرارات من مقاطعة إغدير

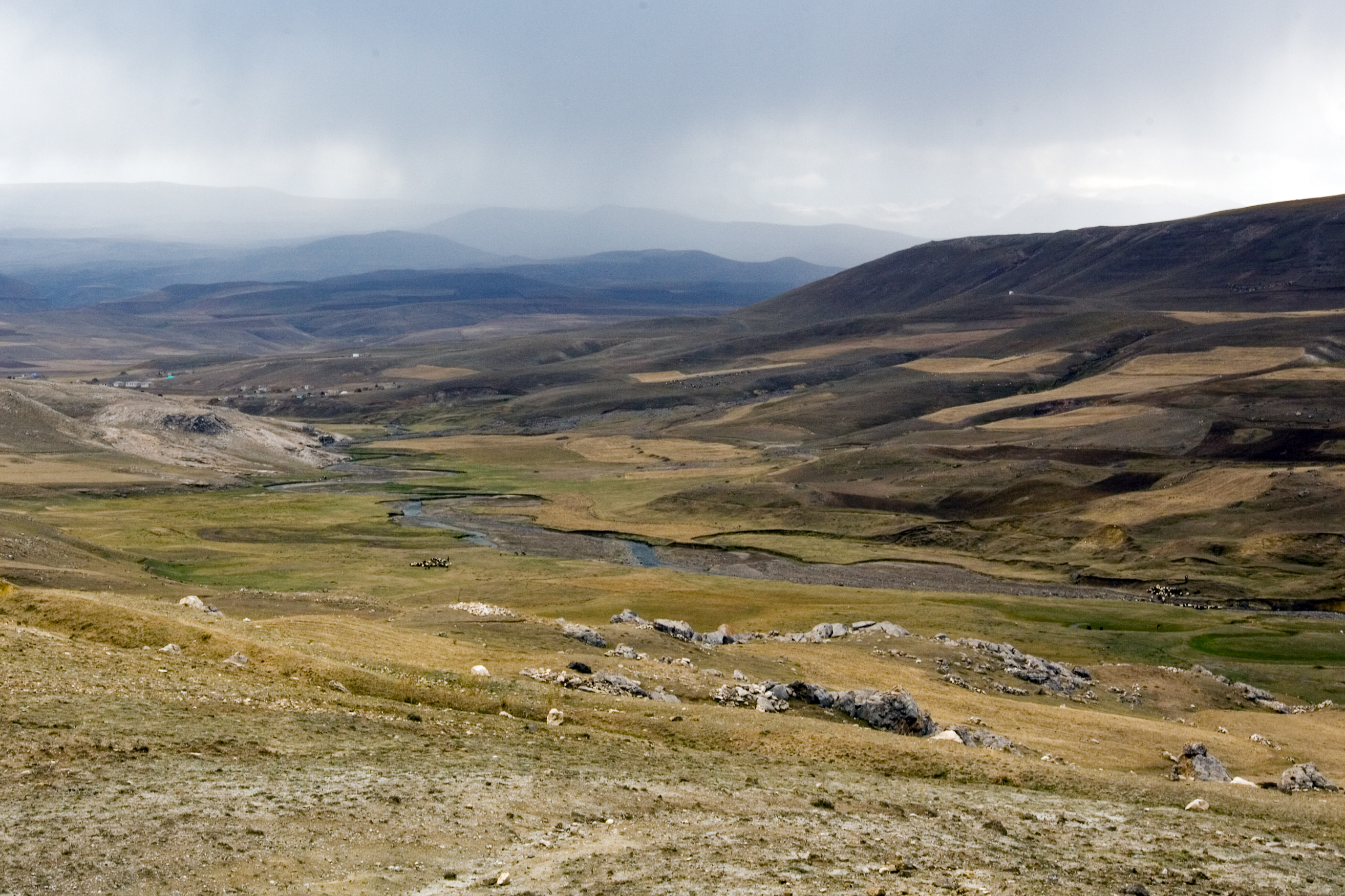
مراد صو (طالع مقالة الفرات)

هناك ثلاثة خطوط جبيلة تمتد من الشمال إلى الجنوب وهي :
- إلى الشمال توجد سلاسل كيمين داغي وكوب داغي بالإضافة إلى جبال يالنيزكام
- إلى الوسط توجد سلاسل مونزور وكاراسو داغي وجبال آراس داغي
- إلى الجنوب توجد سلاسل جبال طوروس وبدليس وحكاري وجبال بوزول

كما توجد بعض الجبال البركانية في المنطقة مثل نمروت وسوفان وتيندوريك وآرارات

### الهضابوالسهول
أكبر هضبة في المنطقة هي هضبة أرضروم قارص بلتو
ومن الهضاب الأخرى ملاطية وإيلازيج وبينغول وسهول موش وحوض بحيرة وان

### البحيرات
- بحيرة وان وهي أكبر بحيرة في تركيا
- هزار
- باليك
- بولانيك
- نازيك
- كيلدير
- ايريك

### الأنهار
- نهر الفرات
- نهر دجلة
- أراس
- كورا
- كاب

## الاقتصاد
اقتصاد المنطقة يعتمد على